# 印度—越南关系
印越关系（越南语：／*/?），主要指印度共和國和越南社會主義共和國的雙邊關係，目前兩國關係緊密。

## 歷史
印度和越南兩國的文化和經濟聯繫最早可以追溯到公元2世紀，信奉印度教的占族人于公元192年在越南中南部建立的占婆政權對該國的藝術和建築具有一定影響。根据美山圣地发现的碑文记载，占婆王国和真腊吴哥王朝的国王都是印度史诗《摩诃婆罗多》中在十王战争中战败的俱卢族（Kuru）武将阿奴文陀（Anuvinda）的子孙。中国科学院和越南河内医科大学合作开展的研究显示，源自南亚地区的Y染色体世系在占族人群中的分布高达18.6%，这显示传说有一定的合理性。占族深受南亚印度文化影响，印度教一度是其主要信奉的宗教，关于印度商人和水手的海上贸易在东南亚历史中也多有记载。这些源自南亚的文化交流中很可能伴随有以男性为主的移民活动，从而对占族人群的父系遗传库贡献显著。另一方面，起源于印度的佛教也于二世纪末传入今越北地区。据中国梁代史书《高僧传》卷一所载，公元三世纪的康僧会曾因父经商而移居交趾，彼时越南已有人出家，且有三藏教典；三世纪末，印度僧人摩罗耆域经扶南至交州，同时到达的还有僧人丘陀罗；在交州北宁建有法云、法雨、法雷、法电四所寺宇。至第八世纪顷，越南受印度影响甚钜，《大唐西域求法高僧传》即载有明远、僧伽跋摩、昙润、慧命等经印度抵交趾之事迹；此外，同书亦载有交趾出身之僧人运期、解脱天、窥冲、慧琰等。10世纪越南独立以后，佛教在越南发展迅速，并一度被越南封建统治者立为国教，李、陈两朝都有皇帝退位出家的事迹。尽管在法国殖民和南越政权时期统治者大力推行天主教，但自二十世纪中叶至统一为止，越南人民仍有约百分之八十为佛教徒，可见佛教对越南人的影响之大。进入阮朝时期，越南有不少官员前往南亚等地，并有不少著述传世，其中李文馥还到达印度的加尔各答，在那里停留数月，并写下了《西行风闻纪略》记录了所见所闻。另外，17世纪的印度还曾经作为不列颠东印度公司的据点，为越英关系的发展提供了平台。越、印两国的联系一直持续到近代，不过，随着西方殖民者的到来，印度和越南在18世纪中叶以后分别沦为英国、法国的殖民地。
印度于1947年获得独立，而越南则在战后经历了长期的反殖民和反侵略的战争，印度支持越南过去的争取独立和统一斗争事业及后来的革新和发展事业。1954年日内瓦会议後，印度與越南民主共和国（北越）、越南共和國（南越）均維持外交關係。並在南北越各自的首都西貢及河內設有總領事館。越南共和国总统吴廷琰也在1957年首次访问印度。1972年1月7日，两国决定将越印关系提升至大使级关系。印度強烈譴責美國在越南戰爭期間的行動，也是少數在柬越戰爭支持越南的非共產主義國家之一。
在當前，兩國關係是建基於兩國在多方面的共同政治利益；1992年，印度和越南兩國建立了廣泛的經濟聯繫，合作範圍包括石油勘探、農業和製造業；兩國的雙邊軍事合作包括出口軍備、分享情報、聯合海軍演習和反叛亂及叢林戰的訓練。這兩個國家之間的關係，尤其是防務關係，廣泛地受印度東望政策影響。

## 背景
印度支持越南從法國獨立，反對美國介入越戰，並支持越南統一；在越南戰爭期間，印度支持北越，和大力支持南越的美國相反，但並沒有開展對南越的敵對軍事行動。印度於1972年和北越建立正式的外交關係，至今和社會主義越南保持著友好關係，而这一点也体现在印度于越南與中華人民共和國的纷争中所采取的态度。然而自1962年中印边境冲突爆发以来，越南出于意识形态等因素在中印边界问题上站在中国一边，是为两国关系发展中存在的较大分歧。越南认为是印度挑起中印边界争端在先，且指出麦克马洪线为英国对中印两国实行侵略政策的产物，支持中国不承认该线为两国合法边界线的立场，并认为只有印度方面接受中国方面提出的条件才能使两国边界局势得到缓解。中印边界爆发武装冲突后，越南曾警告印度政府称：“越中友谊牢不可破。哪个国家以武力挑衅中国，越南必与之进入敌对状态。希望印度方面好自为之，不要自绝于亚洲人民。”

## 經貿關係
自1975年，印度向越南提供最惠國待遇；而两国也分别于1978年和1997年3月8日签署了雙邊貿易協定和雙邊投資促進与保護協定。印度－越南聯合商務理事會自1993年始一直致力於促進两国的貿易和投資；越南共產黨中央委員會總書記農德孟于2003年到訪印度时，两国頒布了一項全面合作聯合聲明，而两国现正商议自由貿易協定。2007年，越南總理阮晉勇在國事訪問期間两国也发布了一项新的聯合聲明。自从兩國經貿自由化开展以来，雙邊貿易額穩步增長。印度成為越南第13大出口國，出口額從1985至86年的1150萬美元增長至2003年的3.9568億；越南對印度的出口上升至1.8億美元，其中包括農產品、工藝品、紡織品、電子產品等商品；從2001年到2006年，兩國貿易額每年增长20%至30%，並在2006年上升至10億美元。这种增长速度一直持续，雙邊貿易額預計會于2008年上升至20億美元，这比官方目標提前了2年。印度和越南兩國也擴大了在信息技術、教育和太空計劃上的合作。同时，连接两国的直航航線和寬鬆的簽證政策，则加強了旅遊業的发展。
東盟－印度自由貿易協定在2010年生效後，雙邊貿易總額在2012年上升至39.17億美元，越南到印度的出口總額在2012年比上年增長了56.5%，至17億美元。
兩國在越南與中國的爭議水域（如南沙群岛附近）合作鑽探石油，中國曾對此表示不滿，而印度曾表示這些爭議水域為越南所有。

## 政治及軍事關係
印度和越南兩國均是湄公河－恆河合作的成員；越南支持印度成為聯合國安理會常任理事國之一及加入亞太經合組織。2003年，印度和越南兩國在聯合聲明中表示希望建立“東南亞優勢與繁榮之弧”。為此，越南日益支持印度建立與東南亞國家協會的關係以及与與其簽訂印度-东盟自由貿易協議。
印度和越南建立了戰略合作夥伴關係，合作範圍包括發展核電、加強地區安全、打擊恐怖主義及打擊跨國犯罪和販毒等。
越南歡迎印度海軍艦艇進駐其海域，以此增強兩國的軍事關係，亦歡迎印度支持和平解決南海領土爭端。印度外交部部長薩爾曼·卡蘇曾指對越南政策是印度東望政策的支柱之一。